# Escragnollia
Escragnollia is een geslacht van halfvleugeligen uit de familie Aphrophoridae. De wetenschappelijke naam van dit geslacht is voor het eerst geldig gepubliceerd in 1922 door Schmidt.

## Soorten
Het geslacht Escragnollia omvat de volgende soorten:
- Escragnollia meridionalis (Jacobi, 1908)
- Escragnollia taunayi Schmidt, 1922